# Abdelhafid Metalsi
Pour les articles homonymes, voir Metalsi.
Abdelhafid Metalsi est un acteur, metteur en scène et écrivain franco-algérien né le 10 octobre 1969 à Maghnia en Algérie,.

## Biographie
Né en Algérie en 1969, Abdelhafid Metalsi arrive en France à l'âge d'un an. Il passe une partie de son enfance dans le quartier Orgeval à Reims. Il suit une formation de comédien au théâtre national de Chaillot qui lui permet de monter sur les planches et de participer à des séries télé comme Engrenages saison 4 (Canal +) ou Les Hommes de l’ombre (France 2).
Le grand public le découvre grâce à son interprétation du capitaine Kader Cherif, personnage principal de la série policière Cherif, diffusée sur France 2 à partir du 25 octobre 2013. Il gagne en popularité et reçoit pour ce rôle le prix du meilleur acteur 2013 dans une série française au Festival Séries Mania. En 2019, il réalise deux épisodes, Coma et Piégé, de la sixième et dernière saison de la série.
En octobre 2020, il signe son premier roman, La Colline à l'arbre seul, paru sous le label La Grenade des éditions Jean-Claude Lattès.

## Filmographie

### Cinéma
- 2000 : L'Électron libre de Marie Donnio
- 2003 : Hymne à la gazelle de Stéphanie Duvivier, court-métrage
- 2005 : Zim and Co. de Pierre Jolivet
- 2005 : Le Tigre et la Neige de Roberto Benigni
- 2005 : Munich de Steven Spielberg
- 2006 : En el hoyo de David Martín de los Santos, court-métrage
- 2006 : La Jungle de Matthieu Delaporte
- 2006 : Mauvaise Foi de Roschdy Zem
- 2007 : Tout est bon dans le cochon d'Emma Perret, court-métrage
- 2007 : Michou d'Auber de Thomas Gilou
- 2007 : L'Ennemi intime de Florent-Emilio Siri
- 2007 : Andalucia d'Alain Gomis
- 2008 : Un roman policier de Stéphanie Duvivier
- 2008 : L'Instinct de mort de Jean-François Richet
- 2008 : Un si beau voyage de Khaled Ghorbal
- 2008 : Versailles de Pierre Schöller
- 2009 : Adieu Gary de Nassim Amaouche
- 2009 : Le Siffleur de Philippe Lefebvre
- 2010 : Des hommes et des dieux de Xavier Beauvois
- 2010 : Les Mains libres de Brigitte Sy
- 2010 : L'Assaut de Julien Leclercq
- 2011 : L'Exercice de l'État de Pierre Schöller
- 2012 : Il était une fois, une fois de Christian Merret-Palmair
- 2013 : Les Invincibles de Frédéric Berthe

### Télévision

#### Séries télévisées
- 2005 : Groupe flag
- 2005 : PJ
- 2006 : Femmes de loi
- 2006 : Mafiosa, le clan
- 2007 : La Commune
- 2008 : Terre de lumière
- 2010 : Alice Nevers, le juge est une femme
- 2012 : Les Hommes de l'ombre
- 2012 : Engrenages
- 2013- 2019 : Cherif : Kader Cherif (les 60 épisodes, rôle principal)

### Téléfilms
- 2005 : Nuit noire, 17 octobre 1961 d'Alain Tasma
- 2006 : Pour l'amour de Dieu de Ahmed Bouchaala et Zakia Tahri
- 2007 : L'Affaire Ben Barka de Jean-Pierre Sinapi
- 2009 : Le Choix de Myriam de Malik Chibane
- 2011 : Une nouvelle vie de Christophe Lamotte
- 2012 : L'Affaire Gordji : Histoire d'une cohabitation de Guillaume Nicloux
- 2012 : Au nom d'Athènes de Fabrice Hourlier

## Théâtre

### Comme comédien
- Femmes fatales autour de Sénèque et Shakespeare, mise en scène d'Élisabeth Chailloux, Théâtre des Quartiers d’Ivry
- La vie qui va, mise en scène d'Yves Guerre, Compagnie Arc-en-Ciel
- Le Point de vue de la vache sacrée de Sholby, mise en scène d'Alexis Monceaux
- Andromaque de Jean Racine, mise en scène d'Abdelhafid Metalsi

### Comme metteur en scène
- Andromaque de Jean Racine

## Publication
- 2020 : La Colline à l'arbre seul, Paris, JC Lattès, coll. La Grenade, 2020, 198 p.  (ISBN 2709667339 et 978-2709667333)

## Distinctions
- 2013 : Festival Séries Mania : meilleur acteur dans une série française pour Cherif[5].
- 2019 : Médaille de la Ville de Reims[8].